# Fredelone di Tolosa
Fredelone di Rouergue (815 – 852) fu conte di Rouergue dall'840 e poi di Tolosa dall'849 alla sua morte.

## Origine
Figlio primogenito del conte di Rouergue, Fulcoaldo (?-† 849 circa) e di Senegonda (come risulta dal documento n° 160 del 3 novembre 862 in cui il conte di Tolosa, Raimondo, fece una donazione per l'anima del padre, Fulcoaldo, la madre, Senegonda ed il fratello, Fredelone), figlia di Alda, sorella di San Guglielmo di Gellone.

## Biografia
Di Fredelone non si hanno molte notizie. Molto probabilmente era stato associato nel governo della contea di Rouergue dal padre, Fulcoaldo, che nell'837, era divenuto conte di Rouergue, dove, secondo il Cartoulaires des abbayes d'Aniane et de Gellone, l'imperatore, Ludovico il Pio, lo aveva nominato missus dominicus.
Quando Bernardo di Settimania, rifiutò di sottostare all'ingiunzione del re dei Franchi occidentali, Carlo il Calvo, di riconsegnargli la contea di Tolosa, suo padre, Fulcoaldo, che si schierò con Bernardo, contro Carlo, lo inviò a Tolosa per combattere a fianco di Bernardo. Dopo l'esecuzione di Bernardo (844), Fredelone si schierò al fianco di Guglielmo di Settimania, figlio di Bernardo, che aveva ricevuto il titolo di conte di Tolosa, dal re d'Aquitania, Pipino II e prese parte alla riconquista della città da parte di Guglielmo e Pipino II, dopo che, secondo gli Annales Xantenses, Guglielmo e Pipino II, al comando delle truppe aquitane avevano sconfitto Carlo il Calvo, sulle rive del fiume Agout, un affluente del Tarn.
Secondo lo storico catalano, Ramón de Abadal y de Vinyals, Fredelone fu attivo nella contea di Tolosa, dove compare in due documenti di donazioni, nell'848 e 849.
Guglielmo di Settimania, avendo lasciato Fredelone come governatore di Tolosa, nell'848, secondo gli Annales Bertiniani, conquistò Barcellona, senza difficoltà.
Alla morte del padre, Fulcoaldo, rimase unico conte di Rouergue
Nell'estate dell'849, quando il re dei Franchi occidentali, Carlo il Calvo, eletto re d'Aquitania, mosse guerra a suo nipote, il re d'Aquitania, Pipino II, invadendo il regno d'Aquitania, Fredelone, sempre in assenza di Guglielmo di Settimania (era divenuto conte di Barcellona), davanti alle truppe franche, aprì le porte di Tolosa al nuovo re d'Aquitania, che gli consegnò la contea di Tolosa nominandolo governatore (Custos Civitatis) della città; mentre la contea di Rouergue assieme alla contea di Quercy venivano date a suo fratello, Raimondo.
Ricevuto il titolo di conte di Tolosa, non molto tempo dopo (nell'852), morì, e, essendo privo di un legittimo erede maschio, il suo titolo passò al fratello, Raimondo.

## Matrimonio e discendenza
Fredelone aveva sposato Oda di Narbona da cui ebbe un'unica figlia:
- Udalgarda[3] (o Fulcrada[2]) che sposò il conte Bernardo di Rouergue.